# Mariene provincie Noordelijke Europese Zeeën
De Mariene provincie Noordelijke Europese Zeeën (2) (Engels: Northern European Seas marine province) is een biogeografische provincie en ligt in het noordoosten van de Atlantische Oceaan en een klein gedeelte van de Noordelijke IJszee in het Marien rijk Gematigde Noordelijke Atlantische Oceaan. De mariene provincie is vastgesteld door het World Wide Fund for Nature en The Nature Conservancy en is vernoemd naar de zeeën van Noord-Europa.
In het noorden grenst het gebied aan het Marien rijk Arctica en in het zuiden aan de mariene provincie Lusitania (3).

## Geografie
De mariene provincie ligt voor de zuidoost-, zuidwest- en noordwestkust van IJsland, voor de kust van oblast Moermansk, voor de kusten van Noorwegen, in de Botnische Golf, Noordzee, Ierse Zee, Keltische Zee, Het Kanaal en de wateren rond de Britse Eilanden.

## Biogeografie
Het gebied kent zeeleven dat houdt van gematigde temperaturen.

## Mariene ecoregio's
Deze mariene provincie bestaat uit 7 mariene ecoregio's:
- Mariene ecoregio Zuidelijk en Westelijk IJsland (20)
- Mariene ecoregio Faeröerplateau (21)
- Mariene ecoregio Zuidelijk Noorwegen (22)
- Mariene ecoregio Noordelijk Noorwegen en Finnmark (23)
- Mariene ecoregio Baltische Zee (24)
- Mariene ecoregio Noordzee (25)
- Mariene ecoregio Keltische Zee (26)